# 刘相如
刘相如（1922年—2011年7月31日），男，山西洪洞人，中国剧作家、导演，曾任中国戏剧家协会理事，哈尔滨市文学艺术界联合会主席。